# Jarwal
Jarwal é uma cidade e uma nagar panchayat no distrito de Bahraich, no estado indiano de Uttar Pradesh.

## Geografia
Jarwal está localizada a 27° 10′ N, 81° 33′ L. Tem uma altitude média de 117 metros (383 pés).

## Demografia
Segundo o censo de 2001, Jarwal tinha uma população de 15,777 habitantes. Os indivíduos do sexo masculino constituem 53% da população e os do sexo feminino 47%. Jarwal tem uma taxa de literacia de 34%, inferior à média nacional de 59.5%: a literacia no sexo masculino é de 42% e no sexo feminino é de 26%. Em Jarwal, 22% da população está abaixo dos 6 anos de idade.